# Theodoros Grivas

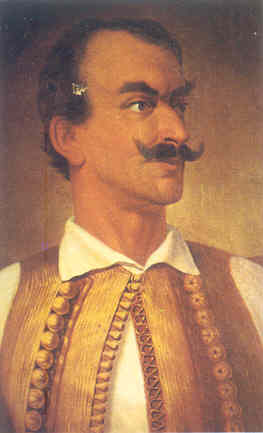
Theodoros Grívas.

Theodoros Grivas (* 1797 in Preveza, Epirus; † 24. Oktoberjul. / 5. November 1862greg. in Mesolongi, Ätolien-Akarnanien) war ein neugriechischer Heerführer und Politiker. Er war 1862 maßgeblich am Sturz König Ottos beteiligt.

## Leben
Theodoros Grivas stammte aus einer alten Armatolen-Familie Akarnaniens in Westgriechenland und war ein Sohn des in den Kämpfen gegen die Türken und gegen Ali Pascha von Janina vielgenannten Palikaren-Chefs Drakos Grivas. Zuerst wurde er durch seine Rolle im griechischen Freiheitskampf gegen das Osmanische Reich bekannt. Er eröffnete durch ein Gefecht mit türkischen Reitern bei Laspi zu Anfang Juni 1821 den Aufstand in Westgriechenland und beteiligte sich an der am 9. Juni 1821 begonnenen Belagerung von Brachori in Ätolien. Seit dieser Zeit zeigte er sich als einer der unermüdlichsten rumeliotischer Palikaren, und zwar später wiederholt auch in Morea.
Grivas half seit dem 29. Juni 1821 den Makrynoros-Pass gegen Ismael Pliassa Pascha verteidigen, kämpfte in demselben Sommer mit vor Patras, und im Sommer 1822 an der Seite von Alexandros Mavrokordatos bei Kompoti in Epirus, sowie später bei Aitos. Als er sich zu Anfang 1825 zugleich mit Theodoros Kolokotronis der Regierung in Nauplia hatte ergeben müssen, wurde er kurze Zeit in Hydra gefangen gehalten. Die Haft nutzte er, um schreiben zu lernen, bis er und seine Freunde unter dem Druck der Angriffe der Ägypter wieder ins Feld geschickt wurden. Nach dem Fall von Mesolongi hatte er im Sommer 1826 die Bergfeste Palamidi mit seinen Rumelioten zu schützen, dessen Verrat Ibrahim Pascha durch die verlockendsten Anerbietungen an Grivas 1827 zu erkaufen sich vergeblich bemühte.
Während der Präsidentschaft von Ioannis Kapodistrias hielt sich Grivas verhältnismäßig ruhig, nachdem er sich genötigt gesehen hatte, dem Präsidenten Palamidi zu übergeben. Nach der Ermordung von Kapodistrias (Oktober 1831) beteiligte er sich am siegreichen Zug der Rumelioten gegen Argos (April 1832) sowie an den Wirren, die zur Sprengung des Kongresses von Pronia durch Rumelioten-Banden (August 1832) führten. Er nahm auch im Herbst 1833 am Komplott von Kolokotronis teil, durch welches die Abberufung der bayrischen Regentschaft und die Mündigkeitserklärung des Königs Otto erreicht werden sollte. Hierzu wurde russische Unterstützung erhofft. Eine Petition an Kaiser Nikolaus I. versuchte dessen Einfluss auf Abberufung der Regentschaft bei König Ludwig geltend zu machen. Allein die Unterzeichner der Adresse, darunter Kolokotronis, Grivas, Tsavelas, wurden am 19. September 1833 auf Betreiben von Georg Ludwig von Maurer verhaftet und des Hochverrats angeklagt. 1834 wurde Grivas zu langjähriger Haft auf dem Palamidi verurteilt, aber noch im Sommer des gleichen Jahres durch den Minister Ioannis Kolettis wieder freigelassen, der ihn dann mit Erfolg gegen messenische und arkadische Insurgenten ins Feld schickte.
In der Folge avancierte Grivas zum Generalinspektor der griechischen Armee. In den durch die attische Septemberrevolution ausgelösten Bewegungen spielte er eine bedeutende Rolle. Ein von ihm Anfang Juni 1844 in der Provinz Akarnanien gegen die Regierung König Ottos organisierter Aufstand scheiterte. Grivas wurde durch Versprechungen nach Athen gelockt, wo er verhaftet werden sollte; doch entfloh er auf einem französischen Schiff nach Alexandria. Im September 1844 amnestiert, kehrte er nach Athen zurück, trat wieder als Mitglied in die Deputiertenkammer ein und wurde im November 1844 nochmals zum Generalinspektor der Armee ernannt. 1847 versuchte er jedoch mit finanzieller Unterstützung Englands einen neuen Aufstand in Akarnanien, der durch türkische Vermittlung beigelegt wurde. Er lebte nun zwei Jahre in Ioannina, bis er nach abermaliger Begnadigung wieder seine Ämter übernahm.
1854 machte sich Grivas zum Vorkämpfer der panhellenischen Idee. Der Krimkrieg schien ihm die beste Gelegenheit, um Konstantinopel zurückzugewinnen. Als daher im Januar 1854 ein Aufstand in Epirus gegen die türkische Herrschaft ausbrach, nahm er seine Entlassung und suchte mit seinem jungen Sohn Demetrios Grivas die Erhebung gegen die Hohe Pforte weiter anzufachen. Er sammelte bei Ioannina ein Korps von 1500 Mann und schlug die Türken am 10. März 1854 bei Kutzulios, erlitt aber später bei Mezzovo und Damoko zwei vollständige Niederlagen und musste nach Thessalien flüchten. Im Juni 1854 wurde er von der griechischen Regierung amnestiert und erneut als Generalinspektor der Armee eingesetzt. Durch Grivas’ Expedition ins türkische Gebiet wurde die Regierung König Ottos den Westmächten gegenüber schwer kompromittiert. Sie musste sich die Besetzung des Piräus durch die Franzosen bis Februar 1857 gefallen lassen, hatte strenge Neutralität zu versprechen und die Freiwilligenkorps zu verbieten.
Als Abgeordneter gehörte Grivas zu den Ersten, die die Bildung einer Nationalgarde verlangten. Diese bezeichnete er als einzige Macht, auf die das Volk hoffen und der König Zuversicht hegen könne. Beim Ausbruch der Militärrevolte von Nauplia verweigerte er seine Mitwirkung, da die Zeit noch nicht reif sei; sein Sohn Demetrios hingegen nahm daran teil. Grivas’ Haltung trug mit dazu bei, dass die Besatzung von Nauplia ihren vergeblichen Widerstand aufgab und auf anglo-französische Schiffe flüchtete.
Schließlich hielt Grivas die Zeit für einen Aufstand gegen König Otto für reif. Am 5. Oktober 1862 gab er in Vonitsa in Akarnanien das Zeichen zur Revolte, während sich Otto auf einer Rundreise auf der Peloponnes befand. Er zog dann nach Mesolongi, um hier eine mobile Kolonne zu bilden. Die Truppen in Athen folgten dem Beispiel von Grivas. Die Regierung Ottos wurde gestürzt, und der entthronte König kehrte nach Bayern zurück. Kurz nach dem Sturz Ottos starb Grivas am 5. November 1862 im Alter von 65 Jahren in Mesolongi.